# هاينز كارل غروبر
هاينز كارل غروبر (بالألمانية: HK Gruber)‏ هو موزع وملحن ومغني نمساوي، ولد في 3 يناير 1943 في فيينا في النمسا.

## وصلات خارجية
- هاينز كارل غروبر على موقع IMDb (الإنجليزية)
- هاينز كارل غروبر على موقع مونزينجر (الألمانية)
- هاينز كارل غروبر على موقع ميوزك برينز (الإنجليزية)
- هاينز كارل غروبر على موقع ديسكوغز (الإنجليزية)